# Șopârlița
Șopârlița is een Roemeense gemeente in het district Olt.
Șopârlița telt 1571 inwoners.